# Heliangelus mavors
El colibrí de Marte (Heliangelus mavors), también denominado ángel del sol de cuello ocre, ángel del sol cuelliocre  o  ángel gorginaranja es una especie de ave apodiforme de la familia Trochilidae, perteneciente al género Heliangelus. Es nativo de regiones andinas del noroeste de América del Sur.

## Distribución y hábitat
Se distribuye por la cordillera de los Andes del noroeste de Venezuela (del sur de Lara hasta Táchira) y por los Andes orientales de Colombia (desde Norte de Santander hasta Boyacá).
Dentro de su restringido rango, esta especie es considerada común en sus hábitats naturales: los bordes de bosques nubosos y enanos, los pastizales abiertos y laderas del páramo con arbustos y árboles dispersos en zonas subtropicales y templadas de altitud entre 2000 y 3200 m de la vertiente oriental de los Andes. También habita en ambientes bastante secos con crecimientos secundarios escasos.

## Descripción
Mide en promedio 9,4 cm de longitud. El pico mide 15 mm de largo. Las partes superiores son de color verde brillante; anillo ocular oscuro; en la garganta el macho exhibe un babero de notorio color anaranjado brillante, con borde negro a ambos lados de la cara y el cuello y por debajo, con una banda color ante; presenta una mancha verdosa en el pecho y el resto de las partes inferiores son amarillentas; los flancos tienen manchas verdes; las alas con primarias negruzcas; la cola es de color verde bronceado con puntas claras. La hembra presenta garganta amarillenta moteada de castaño rufo.

## Sistemática

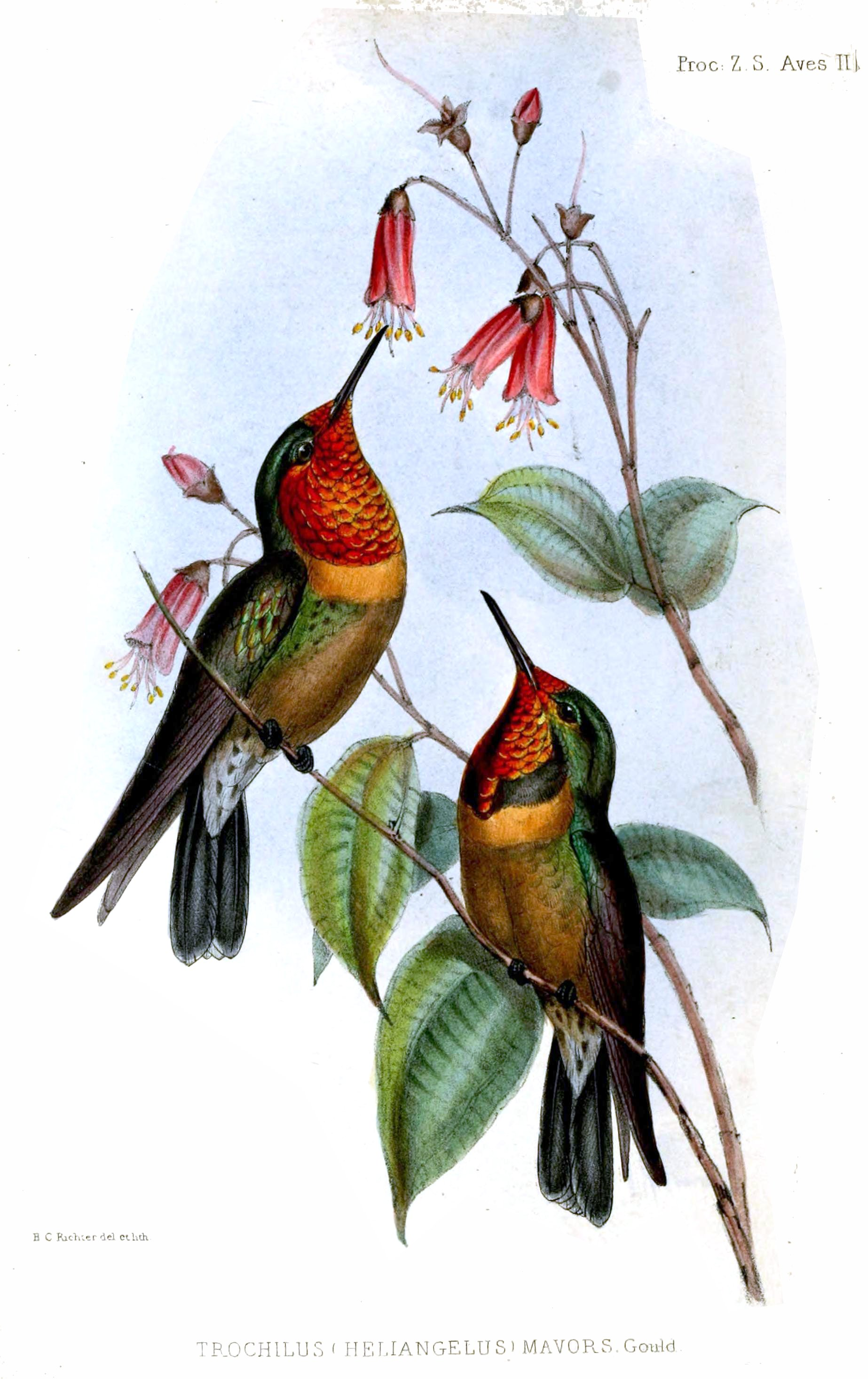
Heliangelus mavors, ilustración de Richter en Proceedings of the Zoological Society of London, 1848.

### Descripción original
La especie H. mavors fue descrita por primera vez por el ornitólogo británico John Gould en 1848 bajo el mismo nombre científico; su localidad tipo es: «cordilleras de Venezuela y Colombia».

### Etimología
El nombre genérico masculino «Heliangelus» se compone de las palabras del griego «hēlios» que significa ‘sol’, y «angelos» que significa ‘ángel’; y el nombre de la especie «mavors», en la Mitología romana «Mavors» es Marte, el dios de la guerra.

### Taxonomía
Es monotípica.